# セッカ
セッカ（雪加、雪下、学名：Cisticola juncidis）は、スズメ目セッカ科に分類される鳥類の1種である。

## 形態
全長は約13cm、スズメより小さい。翼開長は約16cm。成鳥夏羽は頭の上が褐色で、体の上面は黄褐色に黒褐色の縦斑、体下面は淡い黄褐色である。尾羽は黒褐色で先端が白い。また尾を広げると扇状になる。冬羽は頭の上も黄褐色に黒褐色の縦斑となる。雌雄同色。ただしオスの成鳥は口内が黒い。またメスのくちばしはオスより白っぽい。

## 生態
チガヤ、ススキなどの生える平地から山地の草原、河原、水田に生息し、昆虫やクモを食べる。繁殖時、オスは草やススキの葉などをクモの糸の中でも卵を守るための特殊な糸(ベタベタしない)で縫い合わせて楕円形の巣を作り、メスを呼び込む。メスがチガヤの穂等で内装を作る。体の大きさや羽色の面からも、普段はあまり目立たない鳥であるが、繁殖期には「ヒッヒッヒッヒッ・・・・ジャッジャッジャッ」と鳴きながら、波線状に低空を飛翔し、メスにアピールする姿がよく観察される。
オスがクモの糸を葉に通す様子は動物カメラマンの平野伸明によって2021年春に初めて撮影され、NHK「ダーウィンが来た!」で放送された。それによるとオスは綿状の固まりになった上述の特殊なクモの糸をほぐしてゆるい糸にし、先端をくわえて葉（この映像ではヨシ）に穴を開けそのまま糸を突き通す。さらにオスは通した糸をまた同じ穴に通す作業を数度こなししっかりと縫い付ける。この作業によって引っ張られ続けたクモの糸は次第に細くなっていくが先端は小さなダマ状のままなので葉脈に沿って開いた狭い穴には引っかかってほどけない仕組みになる。この裁縫によって葉同士を組み合わせた巣を作る。
同じ番組の解説では巣はまず下から数枚の葉を交互に重ねて縫い合わせて底とされ、さらにそれらの葉を周りの他の草の葉と縫い合わせて横を固めて壺状に形成される。オスはさえずりでメスを呼び寄せこの状態まで作った巣を提示し、気に入ったメスはここを産卵場所に定める。その場合オスの作業はここまででさらに新たな巣作りに入る。最大20個もの巣を作るという。メスは上述のようにチガヤの穂などで巣の内壁を作って巣を完成させヒナが過ごしやすい環境とする。子育てはメスのみで行う。5個程度の卵を産み主なエサとして昆虫をヒナに運ぶ。オスが子育てに参加しないのは開けた場所の低い位置に作られた巣はヘビやイタチなどの天敵に襲われやすく子育ての成功率は3割程度と低いため、繁殖期を通じてオスは手間のかかる巣作りを行い続け繁殖の土台を増やすためだという。メスも年間に複数回の子育てを行い種として数によって子孫を残す戦略をとっているのだという。

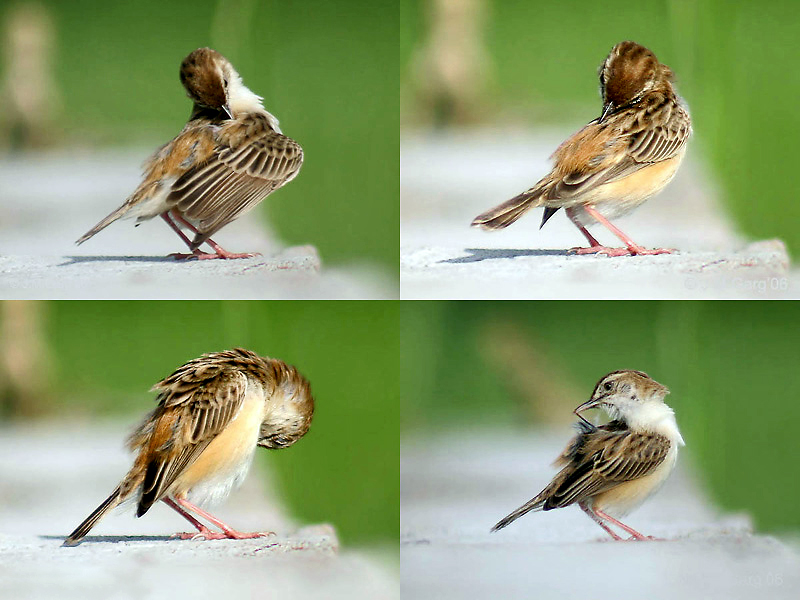
羽繕い
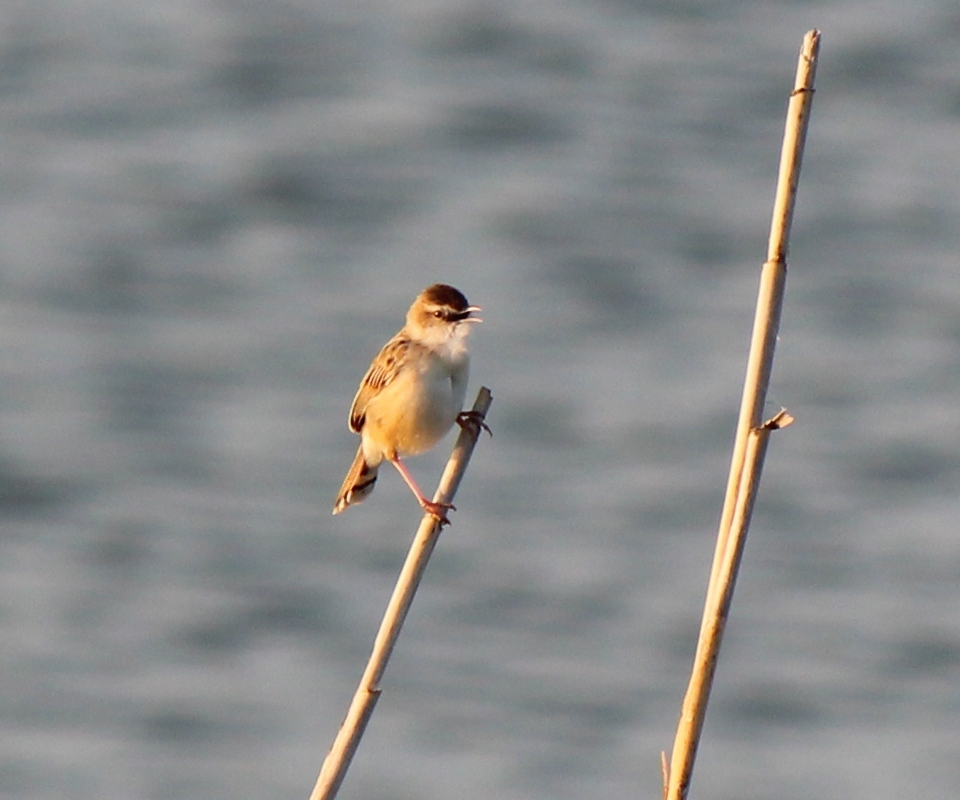
アシ原でさえずるセッカ
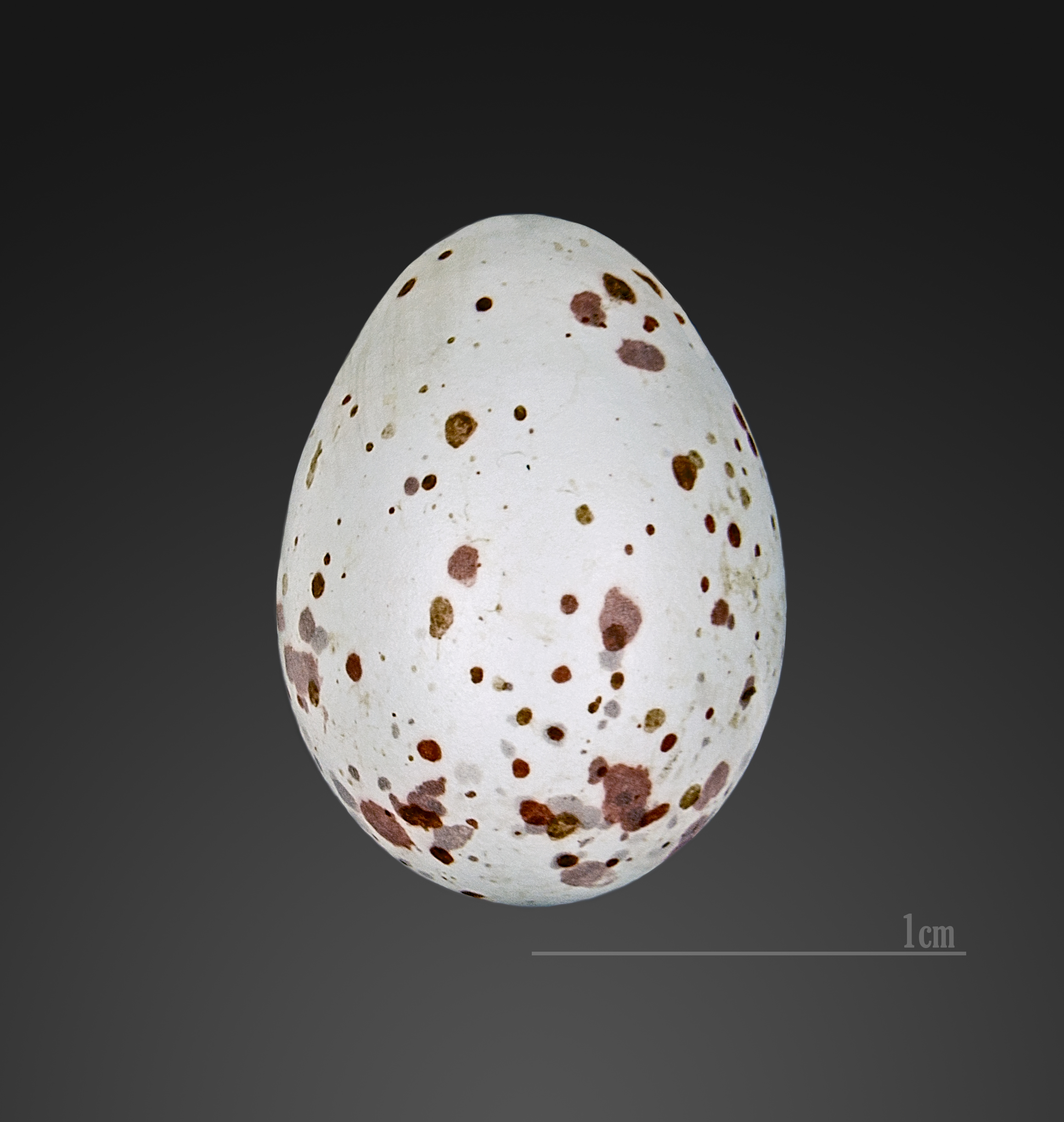
卵
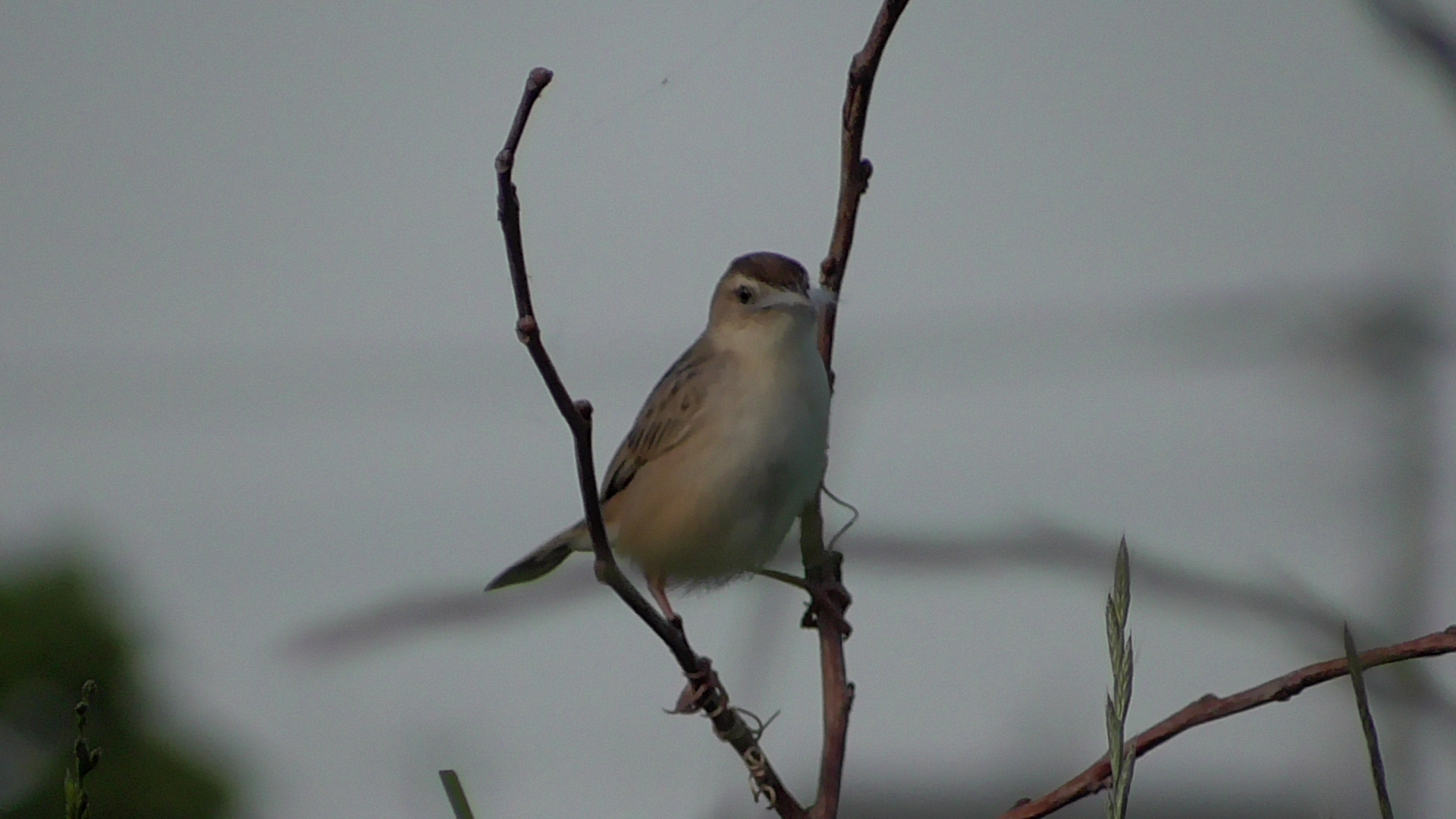
巣材をくわえるオスのセッカ

## 分布
アフリカ、ヨーロッパ南部、インド、東南アジア、中国南部、台湾、日本、オーストラリア北部に分布。日本では東北地方（主に宮城県以南）から沖縄諸島にかけて分布するが、北日本に住むものは冬になると暖かい地方に移動する。

## 種の保全状況評価
国際自然保護連合（IUCN）により、軽度懸念（LC）の指定を受けている。
日本の以下の都道府県でレッドリストの指定を受けている
- 絶滅寸前（CR） - 秋田県、山形県、長野県
- 絶滅寸前または絶滅危惧種（絶滅危惧I類、CRまたはEN） - 千葉県
- 危急種（VU） - 福島県
- 準絶滅危惧（NT） - 岩手県、富山県、石川県、福井県、滋賀県、大阪府、和歌山県、鳥取県
- その他 - 青森県、神奈川